# 特搜戰隊刑事連者VS暴連者
《特搜戰隊刑事連者VS暴連者》。係於日本時間2005年3月21日發售的超級戰隊V-cinema。

## 概要
時間設定為2004年10月後所發生的事件，刑事連者和暴連者聯手對抗宇宙犯罪者與艾瓦里安。
在《爆龍戰隊暴連者》本篇已經死亡的暴殺手和其爆龍搭檔杜畢翼龍，因蒸汽銀杏鰻的能力又再度於本作復活登場。本作並沒有原創的機器人或機體，倒是這次劇中出現的「殺手暴連王」與本篇有著些許不同。爆龍部分，只有五人的爆龍夥伴登場。
本作的一大特點，代理商亞布雷拉因不相信艾瓦里安的三合使徒，還於劇中翻閱由小學館出版的《爆龍戰隊暴連者超全集》。此外，本作完全無艾瓦里安的幹部登場。
片尾時，曾演出過艾瓦里安幹部的鈴木霞（莉婕）和小川摩起（莉珠兒）在刑事基地的派對裡客串演出女服務生。

## 故事概要
在大街上引起暴動的暴連者們被刑事連者給逮捕了。

實情是暴連者們正在追捕宇宙犯罪者金吉布星人·卡札克以及阻止「三合使徒」蒸汽銀杏鰻的封印被解除。

想增加手下的卡札克，命令蒸汽銀杏鰻利用牠的能力將曾被打倒的宇宙犯罪者復活。

然而卡札克背後最大的陰謀，就是利用蒸氣銀杏鰻能讓死者甦醒的能力，讓曾被暴連者們擊敗的邪命神 德志魔宙斯復活。

為了解決這棘手的事件，刑事連者與暴連者們摒除先前的嫌隙，奮力的聯手合作。

## 人物

### 刑事連者
| 演員       | 角色        | 代號                     |
| ---------- | ----------- | ------------------------ |
| 載寧龍二   | 赤座伴番    | 刑事紅 （Deka Red）      |
| 林剛史     | 戶增寶兒    | 刑事藍 （Deka Blue）     |
| 伊藤陽祐   | 江成仙一    | 刑事綠 （Deka Green）    |
| 木下亞由美 | 禮紋茉莉花  | 刑事黃 （Deka Yellow）   |
| 菊地美香   | 胡堂小梅    | 刑事粉紅（Deka Pink）    |
| 吉田友一   | 姶良鐵幹    | 刑事布雷克（Deka Break） |
| 配音       | 角色        | 代號                     |
| 稻田徹     | 高奇·古魯加 | 刑事先鋒（Deka Master）  |

### 暴連者
| 演員       | 角色     | 代號                   |
| ---------- | -------- | ---------------------- |
| 西興一朗   | 伯亞凌駕 | 暴 紅（Aba Red）       |
| 冨田翔     | 三條幸人 | 暴 藍（Abare Blue）    |
| 伊藤愛子   | 樹蘭琉   | 暴 黃（Abare Yellow）  |
| 阿部薰     | 飛鳥     | 暴 黑（Abare Black）   |
| 田中幸太朗 | 仲代壬琴 | 暴殺手（Abare Killer） |

- 兩組戰隊出現同年同月同日生的演員[1]。

### 戰隊關係者
白鳥天鵝｜石野真子
亞布雷拉｜中尾隆聖 聲
杉下龍之介｜奧村公延
今中笑里｜西島未智
伯亞舞｜坂野真彌
八手電話鱷｜津久井教生 聲
真幌｜櫻井映里
女服務生｜小川摩起 （特別客串）
女服務生｜鈴木霞 （特別客串）

### 原創角色
金吉布星人·卡札克｜大友龍三郎 聲
廣域宇宙暴力集團「皮諾農家族」的幹部。操著一口廣島口音。具有擬態能力，能偽裝成各種物品，連地毯或塌塌米都可以，還能變成人形。曾利用這能力變成烏鴉混淆視聽，在戰鬥中甚至偽裝成奴馬歐長官和破裏劍紅、伺機攻擊兩大戰隊。以短劍為武器，擁有一架全身搭載火砲的怪重機。
「三合使徒」第0號 蒸氣銀杏鰻｜篠田薰 聲
由桑拿、銀杏、鰻魚三元素合成，但由於力量過於強大而被米開朗封印。個性輕浮，說話帶有名古屋腔。有將死者復活的特殊能力。原本打算將德志魔宙斯復活，卻意外地讓仲代壬琴和杜畢翼龍再度復活。
再生宇宙犯罪者軍團
蒸氣銀杏鰻利用其能力復活的宇宙犯罪者們。有沙基巴斯（蒲生麻由）、吉尼歐、培恩G、米林巴爾、猛哥布林等5人。

## 登場機體
刑事連者機械人
刑事機車機械人
- 超級刑事連者機械人

暴連王
殺手王
- 殺手暴連王

## 主題曲
Ending
『Midnight 特搜戰隊刑事連者』
- 作詞：藤林聖子 / 作曲：高取ヒデアキ / 編曲：亀山耕一郎 / 歌：ささきいさお、森の木児童合唱団

插入曲
『特搜戰隊刑事連者』
- 作詞：吉元由美 / 作曲：宮崎步 / 編曲：京田誠一 / 歌：サイキックラバー

『爆龍戰隊暴連者』
- 作詞：吉元由美 / 作曲：岩崎貴文 / 編曲：京田誠一 / 歌：遠藤正明

## 幕後
- 原作：八手三郎
- 監督：坂本太郎
- 脚本：荒川稔久
- 撮影：大澤信吾
- 音楽：龜山耕一郎、羽田健太郎　with Healthy Wings
- 製作：tv asahi、東映Video、東映

## 外部連結
- 特搜戰隊DekaRanger(超級戰隊網)） （页面存档备份，存于）
- DVD 特搜戰隊DekaRanger特集（東映Video）

1. ↑  木下亞由美和田中幸太朗兩人剛好同為1982/12/13出生